# Tom Tancredo
Thomas Gerald Tancredo, znany jako Tom Tancredo (ur. 20 grudnia 1945) – amerykański polityk, działacz Partii Republikańskiej, który od 1999 zasiada w Izbie Reprezentantów Stanów Zjednoczonych ze swego rodzinnego stanu Kolorado.
Ostatnio był kandydatem do nominacji prezydenckiej republikanów w wyborach 2008 roku.

## Wczesne lata i rodzina
Urodzony w Denver Tancredo był synem Geralda Tancredo (24 kwietnia 1911 – 31 lipca 2003) oraz jego żony Adeline. Ma dwóch braci: Jerry’ego i Ralpha. Jest pochodzenia włoskiego.
Uczęszczał do szkoły średniej im. Świętej Rodziny w Broomfield (ukończył w 1964). Następnie kontynuował naukę na Northeastern Junior College (1966). Ukończył nauki polityczne na University of Northern Colorado (1968).
Podczas studiów działał w College Republican oraz niepartyjnej, konserwatywnej organizacji Młodzi Amerykanie Dla Wolności (ang. Young Americans for Freedom).
W 1977 poślubił swoją żonę, Jackie, z którą ma dwóch synów: Raya i Randy’ego. Ma też pięcioro wnucząt.
Tancredo, wychowany w wierze katolickiej, obecnie jest prezbiterianiem.

## Wczesna kariera polityczna
Kiedy pracował jako nauczyciel w Drake Junior High School w Denver, kandydował do stanowej Izby Reprezentantów w 1976. Wybory wygrał i zasiadał w tym gronie dwie kadencje. W tym czasie stał się jednym z liderów konserwatywnych deputowanych i opozycji przeciwko dwujęzycznemu nauczaniu w szkołach. Wzywał także do stanowczej walki z nielegalną imigracją.
W 1981 nowo wybrany prezydent Ronald Reagan mianował go regionalnym pełnomocnikiem departamentu edukacji. Tancredo zajmował to przez całą prezydenturę Reagana oraz George’a H.W. Busha. W tym czasie zredukował liczbę podległych mu pracowników z 225 do 60.
W 1993 został prezesem Independence Institute, konserwatywnego zaplecza intelektualnego w Golden (Kolorado). Był nim aż do swego wyboru na kongresmena.
Był także aktywny jako lider ruchu na rzecz wprowadzenia limitu kadencji dla obieranych urzędników i legislatorów w Kolorado.

## Kongresmen
W 1998 urzędujący kongresmen z 6. okręgu Kolorado Daniel Schaefer postanowił nie kandydować na siódmą kadencję. Tancredo, który zgłosił swoją kandydaturę, nieznacznie zwyciężył swoich czterech oponentów w prawyborach, po czym pokonał kandydata demokratów.
Tancredo jest zaledwie drugą osobą, która reprezentuje 6. okręg od jego powstania w 1982 (były astronauta Jack Swigert został wybrany kongresmenem w tym roku, ale zmarł przed zaprzysiężeniem).
W czasie kampanii przyrzekł zasiadać tylko trzy dwuletnie kadencje. Jednak obecnie piastuje czwartą. Wybierano go zatem ponownie w latach 2000, 2002, 2004 i 2006. Ostatnim razem pokonał demokratę Billa Wintera przewagą 59% do 40%.

### Pozycje polityczne
Tancredo należy, jak dawniej, do konserwatywnego skrzydła republikanów. Znany jest przede wszystkim jako rzecznik ostrego działania w walce z nielegalną emigracją. Jak i w poprzednich latach zwalcza projekty dwujęzycznej edukacji.
Jest też założycielem i liderem tzw. Congressional Immigration Reform Caucus.
Ponadto:
- Sprzeciwia się prowadzeniu badań nad komórkami macierzystymi w celach medycznych
- Popiera propozycję, aby w wypadku gdyby kobieta poroniła w związku z doznanym przestępstwem, traktować to jako zbrodnię przeciwko dwóm osobą i na podstawie prawa federalnego
- Ogólny sprzeciw wobec prawa do przerywania ciąży
- Głosował za uczynieniem kontrowersyjnego PATRIOT Act stałym prawem
- Głosował za konstytucyjną poprawkę zakazującą desakracji flagi
- Głosował za zakazem adopcji przez pary homoseksualne w podległej władzom federalnym stolicy Waszyngtonie
- Głosował za zakazem używania marihuany w celach leczniczych w Waszyngtonie
- Popiera wojnę w Iraku

#### Złe stosunki z administracją Busha
Pomimo wyraźnie prawicowych poglądów Tancredo nie ma dobrych stosunków z administracją George’a W. Busha. Z powodu częstej i publicznej, także w trudnych dla republikanów ostatnich miesiącach, krytyki polityki Busha w sprawie reformy imigracyjnej jest uważany za persona non grata w Białym Domu. Bliski współpracownik prezydenta, Karl Rove, nazwał go nawet publicznie „Zdrajcą Partii Republikańskiej”.
Inne różnice wynikają także z podłoża ideologicznego. Co prawda zarówno Bush i jego zwolennicy, jak i Tancredo są konserwatystami. Jednakże ci pierwsi są neokonserwatystami, ukierunkowanymi w ogromnej mierze na politykę zagraniczną, coraz bardziej, dodajmy, niepopularną także w kraju. Zaś paleokonserwatyści, jak kongresmen z Kolorado, nie zgadzają się z nimi nie tylko w tych kwestiach, ale także takich społecznych, jak emigracja.

## Kandydat doSenatu?
Obecny niepopularny starszy senator republikański z Kolorado Wayne Allard oświadczył, iż nie ma zamiaru ubiegać się o trzecią kadencję w 2008 roku. Tancredo oświadczył z kolei, iż jest gotów kandydować na jego miejsce. Jednak jest to o tyle dyskusyjne, że ostatnio demokraci cieszą się dużym poparciem w stanie, a poza tym uważa się, iż Tancredo raczej reflektuje na prezydenturę. Nie można ubiegać się zarówno o ten jak i o drugi mandat.

## Kandydat na prezydenta
Wymieniany przedtem często jako potencjalny kandydat do nominacji prezydenckiej republikanów Tancredo już w 2005 dawał do zrozumienia, iż może wystartować. Ostatnio zaś założył komitet przygotowawczo-badawczy (z ang. exploary committe), co nie równa się formalnemu zgłoszeniu kandydatury, ale jest pierwszym krokiem w celu poważnego włączenia się do wyścigu.
Kongresmeni mają z reguły trudniejszą sytuację przy ubieganiu się o najwyższy urząd. Tylko jeden urzędujący członek izby niższej Kongresu został nim wybrany (James Abram Garfield w 1880). Ponadto kadencja kongresmena trwa tylko dwa lata, przez co zawsze musi ją odnawiać wraz z wyborami prezydenckimi. Nie mogąc jednocześnie ubiegać się o dwa miejsca w wypadku przegranej zostaje poza polityczną sceną. Łatwiejszą sytuację mają tacy gubernatorzy czy senatorowie (jak George McGovern w 1972, Michael Dukakis w 1988 czy John Kerry w 2004), którym kadencja jeszcze się nie kończy i w wypadku przegranej mają dalej swój punkt zaczepienia i stanowisko.
Tancredo jest mimo to uważany za bardzo poważnego kandydata z niezłymi szansami na zdobycie nominacji. Jest dostatecznie konserwatywny, aby móc zdobyć akceptację republikańskiego żelaznego elektoratu, który bierze udział w prawyborach. Ale z drugiej strony stanowi alternatywę wobec kandydatów neokonserwatywnych jak Bush, których popularność, także na prawicy, mocno spada. Uznaje się, iż tutaj większe szansę mają „paleo”, a nie „neo”.
Szanse jego może jednak podkopać wrogość ze strony wciąż mocnych w aparacie zwolenników prezydenta.